# Grèzes (Lozère)
Pour les articles homonymes, voir Grèzes.
Grèzes est une commune française, située dans l'ouest du département de la Lozère en région Occitanie.
Exposée à un climat de montagne, elle est drainée par la Jourdane et par divers autres petits cours d'eau. La commune possède un patrimoine naturel remarquable : un site Natura 2000 (les « falaises de Barjac et causse des Blanquets ») et une zone naturelle d'intérêt écologique, faunistique et floristique.
Grèzes est une commune rurale qui compte 209 habitants en 2022, après avoir connu un pic de population de 592 habitants en 1806. Elle fait partie de l'aire d'attraction de Mende. Ses habitants sont appelés les Gréziens ou Gréziennes.
L'histoire de la commune et de ses sept hameaux est intimement liée à celle du Gévaudan.

## Géographie

### Localisation

La région des Causses en Lozère.

« Le Bourg » de Grèzes (un des sept hameaux du village du même nom) est situé sur le truc de Grèzes, anciennement montagne Saint-Frézal, un piton calcaire de 1 008 m ; toute l'histoire du lieu y  est associée. Grèzes est située à proximité de Palhers et du col du Goudard, elle est bordée au nord-ouest par le truc du Midi et au sud par le causse des blanquets. Avec les raccordements modernes, Grèzes se retrouve à une dizaine de minutes en voiture de Marvejols et de l'autoroute A75.
Il existe en Lozère quatre grandes régions naturelles : l'Aubrac, la Margeride, les Cévennes et la région des grands Causses. C'est dans cette dernière que l'on retrouve la commune de Grèzes.
La commune de Grèzes est constituée de sept hameaux répartis autour du truc de Grèzes : Boudoux (sud-est), Chausserans (nord-est), Claurice (ouest), Clujans (sud-ouest), Grèzes « le Bourg » (sud), le Serre (sud-est) et Veyrac (est).

### Communes limitrophes
Les communes limitrophes sont  Chanac, Esclanèdes, Gabrias, Montrodat et Palhers.
|         | Montrodat  | Gabrias |
| Palhers | Grèzes     |         |
| Chanac  | Esclanèdes |         |

### Géologie et relief
Comme son voisin le truc du Midi, le truc de Grèzes est une butte-témoin calcaire du Dogger qui surmonte des marnes du Lias. Le village de Grèzes se situe à la jonction de ces deux ensembles au niveau d'une rupture de pente.

### Hydrographie
Le truc de Grèzes domine la vallée de la Jourdane, petite rivière située au fond de la vallée du même nom. Les hameaux du Bourg, de Clujans, du Serre et de Boudoux sont d’ailleurs orientés vers cette vallée. Les ruisseaux de Massigron traverse la commune, tandis que les ruisseaux de Raveyrines et de la Jourdane y prennent leur source (respectivement sur le hameau de Chausserans et de Veyrac).
On retrouve des traces de puits au sommet du truc. De nombreuses sources et fontaines plus ou moins préservées sont présentes sur le territoire de la commune.

### Climat
Pour des articles plus généraux, voir Climat de l'Occitanie et Climat de la Lozère.
En 2010, le climat de la commune est de type climat des marges montargnardes, selon une étude s'appuyant sur une série de données couvrant la période 1971-2000. En 2020, Météo-France publie une typologie des climats de la France métropolitaine dans laquelle la commune est exposée à un climat de montagne ou de marges de montagne et est dans la région climatique Sud-est du Massif Central, caractérisée par une pluviométrie annuelle de 1 000 à 1 500 mm, minimale en été, maximale en automne.
Pour la période 1971-2000, la température annuelle moyenne est de 9,5 °C, avec une amplitude thermique annuelle de 15,9 °C. Le cumul annuel moyen de précipitations est de 1 087 mm, avec 10,7 jours de précipitations en janvier et 5,8 jours en juillet. Pour la période 1991-2020, la température moyenne annuelle observée sur la station météorologique la plus proche, située sur la commune de Montrodat à 4 km à vol d'oiseau, est de 10,1 °C et le cumul annuel moyen de précipitations est de 818,0 mm,. Pour l'avenir, les paramètres climatiques de la commune estimés pour 2050 selon différents scénarios d'émission de gaz à effet de serre sont consultables sur un site dédié publié par Météo-France en novembre 2022.

### Milieux naturels et biodiversité

#### Réseau Natura 2000

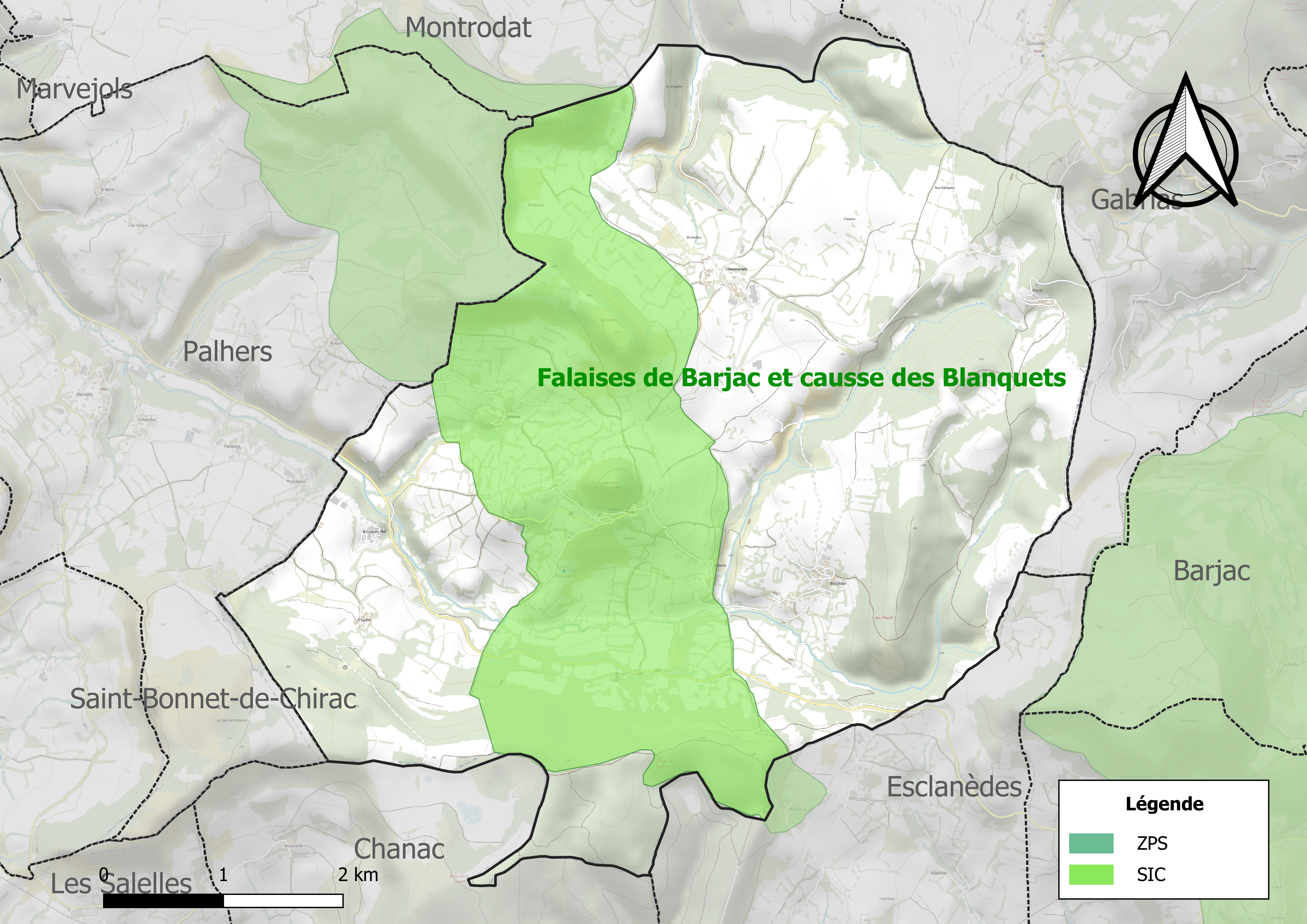
Site Natura 2000 sur le territoire communal.

Le réseau Natura 2000 est un réseau écologique européen de sites naturels d'intérêt écologique élaboré à partir des directives habitats et oiseaux, constitué de zones spéciales de conservation (ZSC) et de zones de protection spéciale (ZPS).
Un site Natura 2000 a été défini sur la commune au titre de la directive habitats : les « falaises de Barjac et causse des Blanquets », d'une superficie de 2 267 ha, constituant un biotope favorable pour de nombreuses espèces de chauve-souris de la directive habitats.

#### Zones naturelles d'intérêt écologique, faunistique et floristique

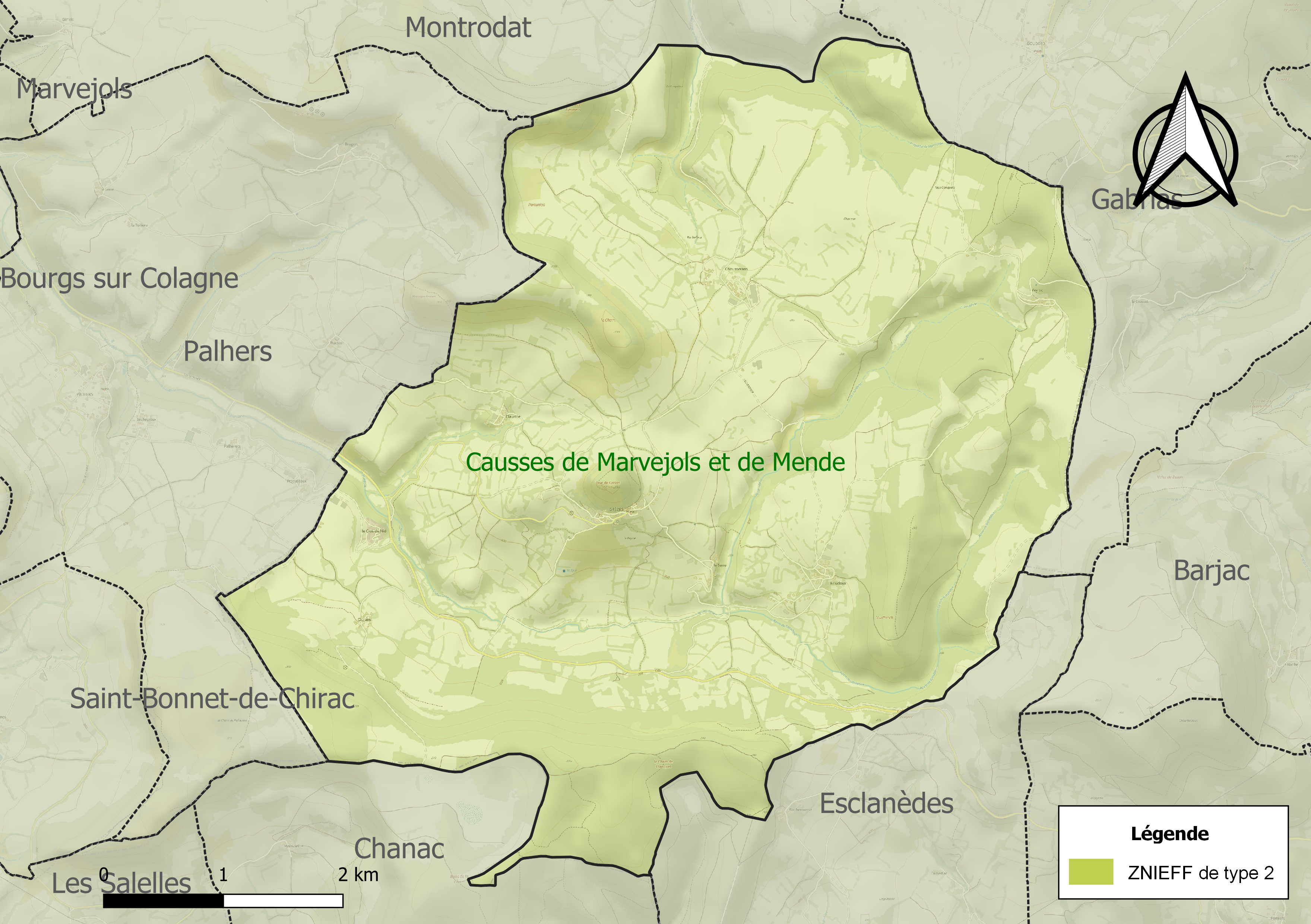
Carte de la ZNIEFF de type 2 localisée sur la commune.

L’inventaire des zones naturelles d'intérêt écologique, faunistique et floristique (ZNIEFF) a pour objectif de réaliser une couverture des zones les plus intéressantes sur le plan écologique, essentiellement dans la perspective d’améliorer la connaissance du patrimoine naturel national et de fournir aux différents décideurs un outil d’aide à la prise en compte de l’environnement dans l’aménagement du territoire.
Une ZNIEFF de type 2 est recensée sur la commune :
les « causses de Marvejols et de Mende » (18 190 ha), couvrant 24 communes du département.

## Urbanisme

### Typologie
Au 1er janvier 2024, Grèzes est catégorisée commune rurale à habitat très dispersé, selon la nouvelle grille communale de densité à sept niveaux définie par l'Insee en 2022.
Elle est située hors unité urbaine. Par ailleurs la commune fait partie de l'aire d'attraction de Mende, dont elle est une commune de la couronne,. Cette aire, qui regroupe 31 communes, est catégorisée dans les aires de moins de 50 000 habitants,.

### Occupation des sols
L'occupation des sols de la commune, telle qu'elle ressort de la base de données européenne d’occupation biophysique des sols Corine Land Cover (CLC), est marquée par l'importance des territoires agricoles (62,1 % en 2018), en augmentation par rapport à 1990 (60,4 %). La répartition détaillée en 2018 est la suivante :
prairies (48,1 %), forêts (31,6 %), zones agricoles hétérogènes (14 %), milieux à végétation arbustive et/ou herbacée (6,3 %). L'évolution de l’occupation des sols de la commune et de ses infrastructures peut être observée sur les différentes représentations cartographiques du territoire : la carte de Cassini (XVIIIe siècle), la carte d'état-major (1820-1866) et les cartes ou photos aériennes de l'IGN pour la période actuelle (1950 à aujourd'hui).

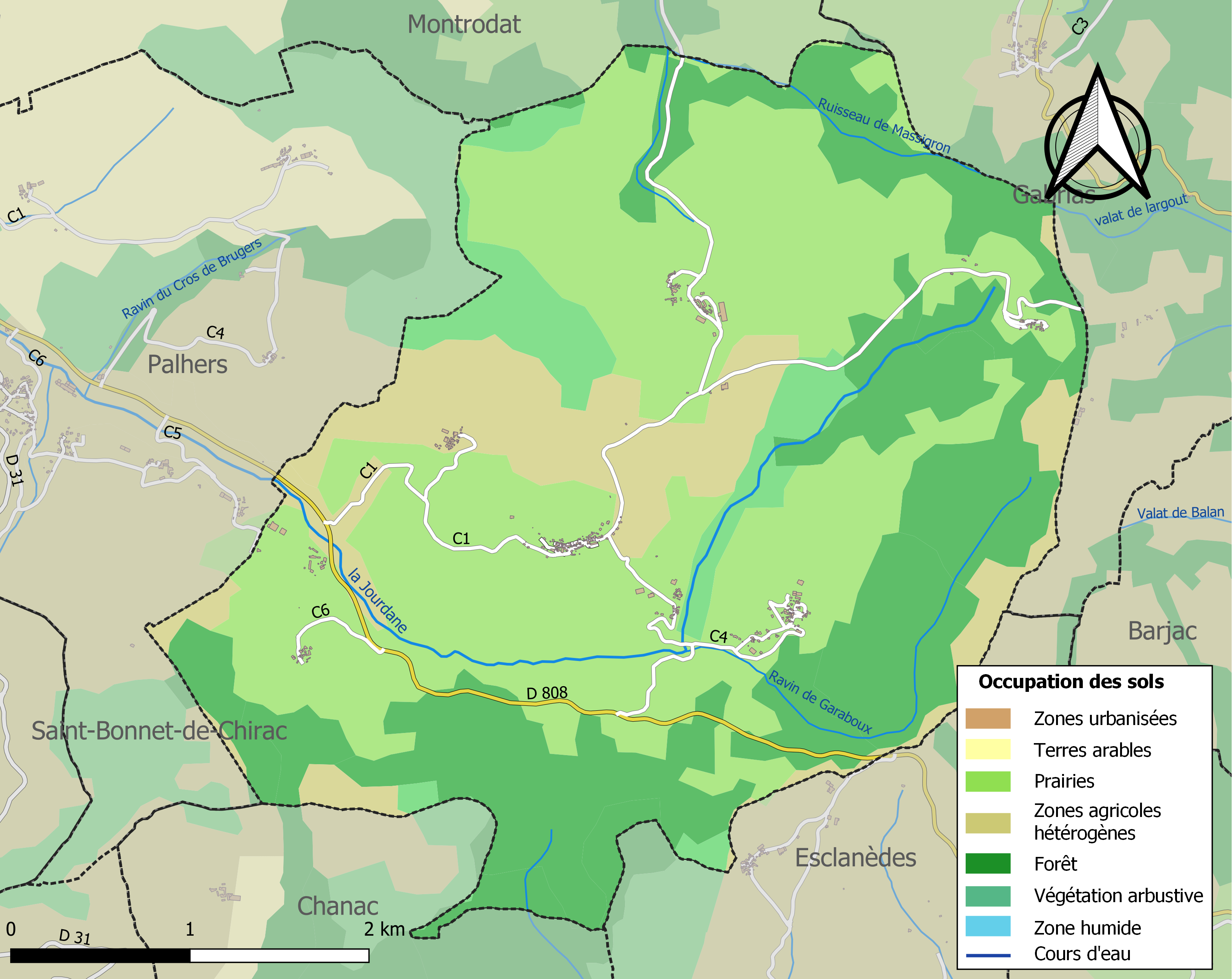
Carte des infrastructures et de l'occupation des sols de la commune en 2018 (CLC).

### Risques majeurs
Le territoire de la commune de Grèzes est vulnérable à différents aléas naturels : météorologiques (tempête, orage, neige, grand froid, canicule ou sécheresse), feux de forêts, mouvements de terrains et séisme (sismicité faible). Il est également exposé à un risque technologique,  le transport de matières dangereuses. Un site publié par le BRGM permet d'évaluer simplement et rapidement les risques d'un bien localisé soit par son adresse soit par le numéro de sa parcelle.

#### Risques naturels
Grèzes est exposée au risque de feu de forêt. Un plan départemental de protection des forêts contre les incendies (PDPFCI) a été approuvé en décembre 2014 pour la période 2014-2023. Les mesures individuelles de prévention contre les incendies sont précisées par divers arrêtés préfectoraux et s’appliquent dans les zones exposées aux incendies de forêt et à moins de 200 mètres de celles-ci. L’arrêté du 23 mars 2018, complété par un arrêté de 2020, réglemente l'emploi du feu en interdisant notamment d’apporter du feu, de fumer et de jeter des mégots de cigarette dans les espaces sensibles et sur les voies qui les traversent sous peine de sanctions. L'arrêté du 23 août 2021, abrogeant un arrêté de 2002, rend le débroussaillement obligatoire, incombant au propriétaire ou ayant droit,,.

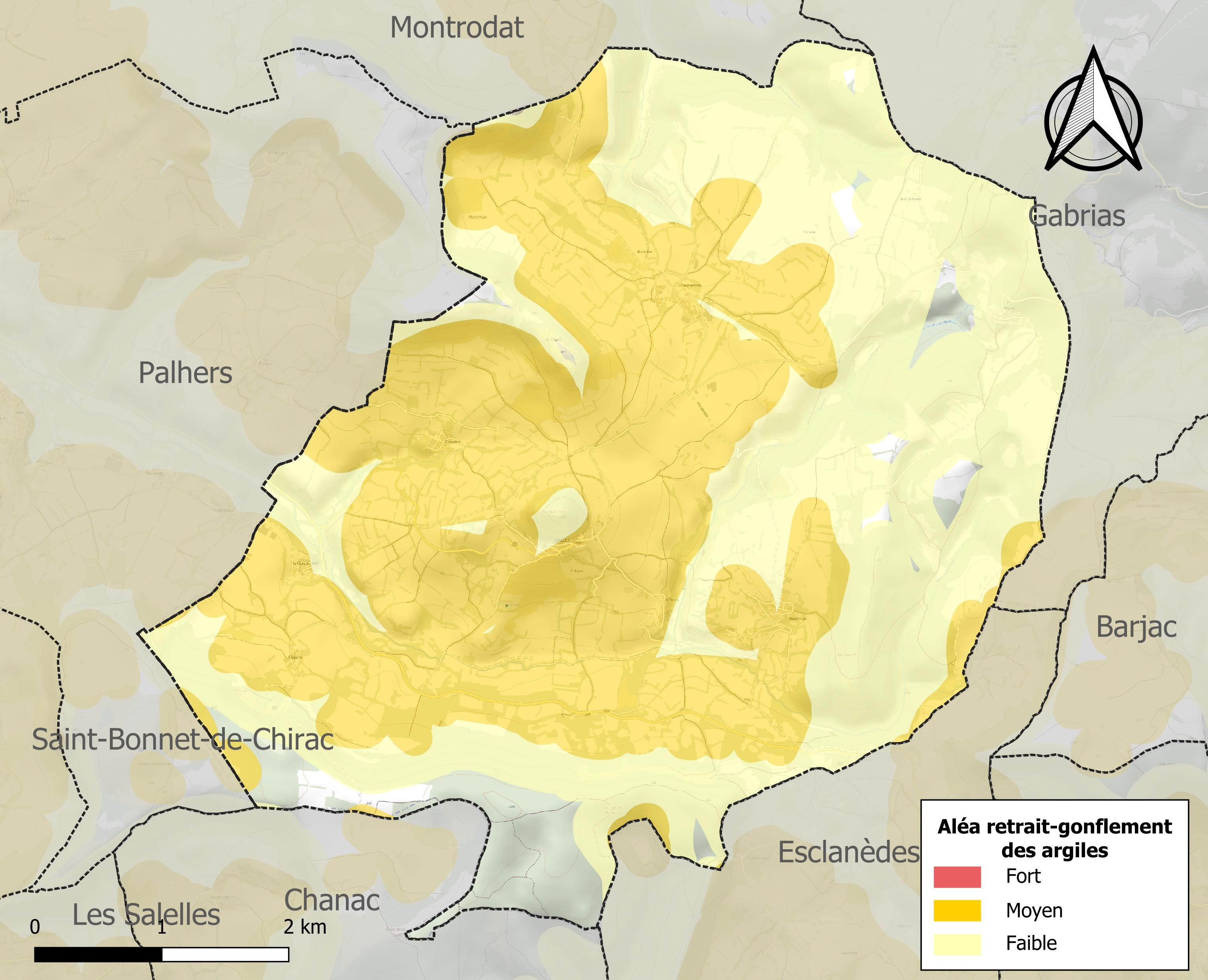
Carte des zones d'aléa retrait-gonflement des sols argileux de Grèzes.

Les mouvements de terrains susceptibles de se produire sur la commune sont des affaissements et effondrements liés aux cavités souterraines (hors mines), des éboulements, chutes de pierres et de blocs, des glissements de terrain et des tassements différentiels. Par ailleurs, afin de mieux appréhender le risque d’affaissement de terrain, l'inventaire national des cavités souterraines permet de localiser celles situées sur la commune.
Le retrait-gonflement des sols argileux est susceptible d'engendrer des dommages importants aux bâtiments en cas d’alternance de périodes de sécheresse et de pluie. 50,2 % de la superficie communale est en aléa moyen ou fort (15,8 % au niveau départemental et 48,5 % au niveau national). Sur les 113 bâtiments dénombrés sur la commune en 2019,  97 sont en aléa moyen ou fort, soit 86 %, à comparer aux 14 % au niveau départemental et 54 % au niveau national. Une cartographie de l'exposition du territoire national au retrait gonflement des sols argileux est disponible sur le site du BRGM,.
Par ailleurs, afin de mieux appréhender le risque d’affaissement de terrain, l'inventaire national des cavités souterraines permet de localiser celles situées sur la commune.
La commune a été reconnue en état de catastrophe naturelle au titre des dommages causés par les inondations et coulées de boue survenues en 1982, 1994, 2003 et 2020. 

#### Risques technologiques
Le risque de transport de matières dangereuses sur la commune est lié à sa traversée par des infrastructures routières ou ferroviaires importantes ou la présence d'une canalisation de transport d'hydrocarbures. Un accident se produisant sur de telles infrastructures est susceptible d’avoir des effets graves sur les biens, les personnes ou l'environnement, selon la nature du matériau transporté. Des dispositions d’urbanisme peuvent être préconisées en conséquence.

## Toponymie
Grèzes : une grèze désigne en géologie un sable naturel grossier et caillouteux, souvent rencontré au pied de versants calcaires comme c’est le cas du truc de Grèzes. Le village tire naturellement son nom de ces sables « pierreux » typiques de la région.
Truc : en géographie un truc désigne dans certaines régions de France, une montagne arrondie.

## Histoire

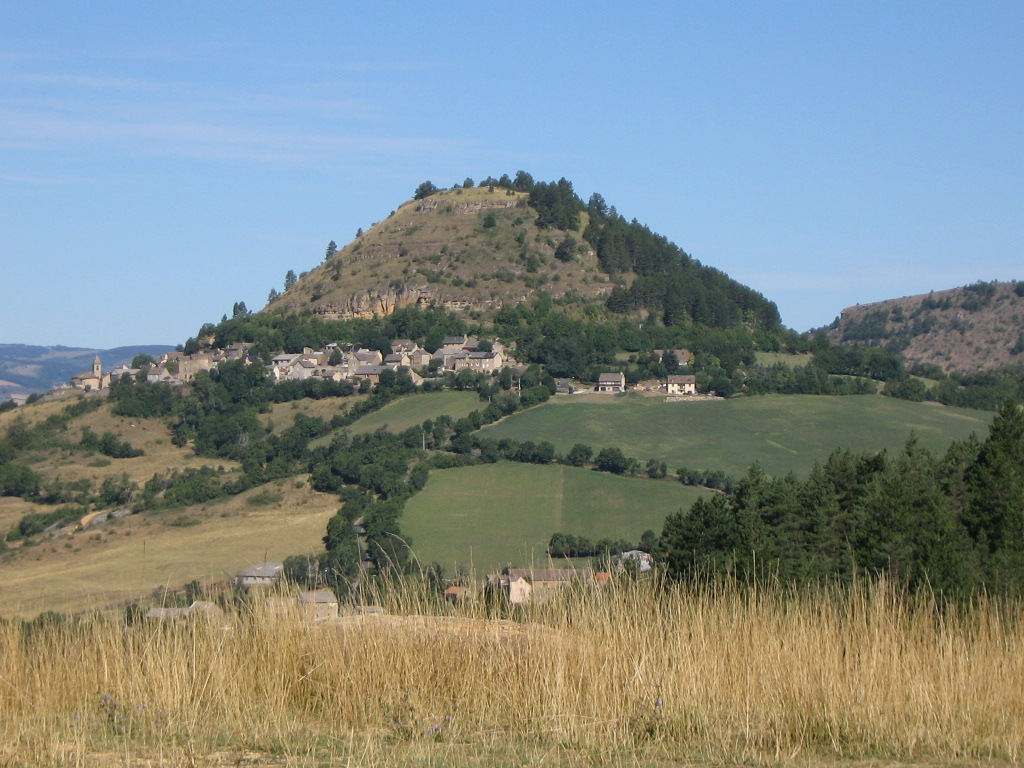
Grèzes, accrochée au truc du même nom.

### Préhistoire
Les premières traces d'habitations sur le site de Grèzes remontent au Néolithique moyen et sont en léger décalage par rapport au village. C'est en effet sur le replat dit « du Moulin à Vent » que des fouilles archéologiques ont permis de mettre au jour des sépultures datant de -6 000. Sur les puechs et les trucs alentour on retrouve des traces d'utilisation d'outils. Les habitations autour du truc se sont ainsi perpétuées au fil des ans, occupant également les nombreuses grottes disponibles dans la région.

### Antiquité
Il doit s'agir d'un oppidum des Gabales, dont la capitale est Anderitum (actuelle Javols) depuis le règne d'Auguste (27 av. J.-C. - 14 ap. J.-C.)-. Cependant, rien ne prouve officiellement que la ville était le centre politique avant cette date.
Le truc de Grèzes a peut-être été un lieu important de leur survie durant les guerres qui secouent les Gaules jusqu'à l'arrivée de l'envahisseur romain. Au sommet du truc est donc construit un oppidum destiné à la défense en cas de guerre. Près de lui, sur le truc de Saint-Bonnet-de-Chirac, était également implanté un oppidum, où l'on a retrouvé un temple. La coutume locale évoque donc l'oppidum de Grèzes comme destiné à la guerre, et celui de Saint-Bonnet comme dédié au culte des dieux.

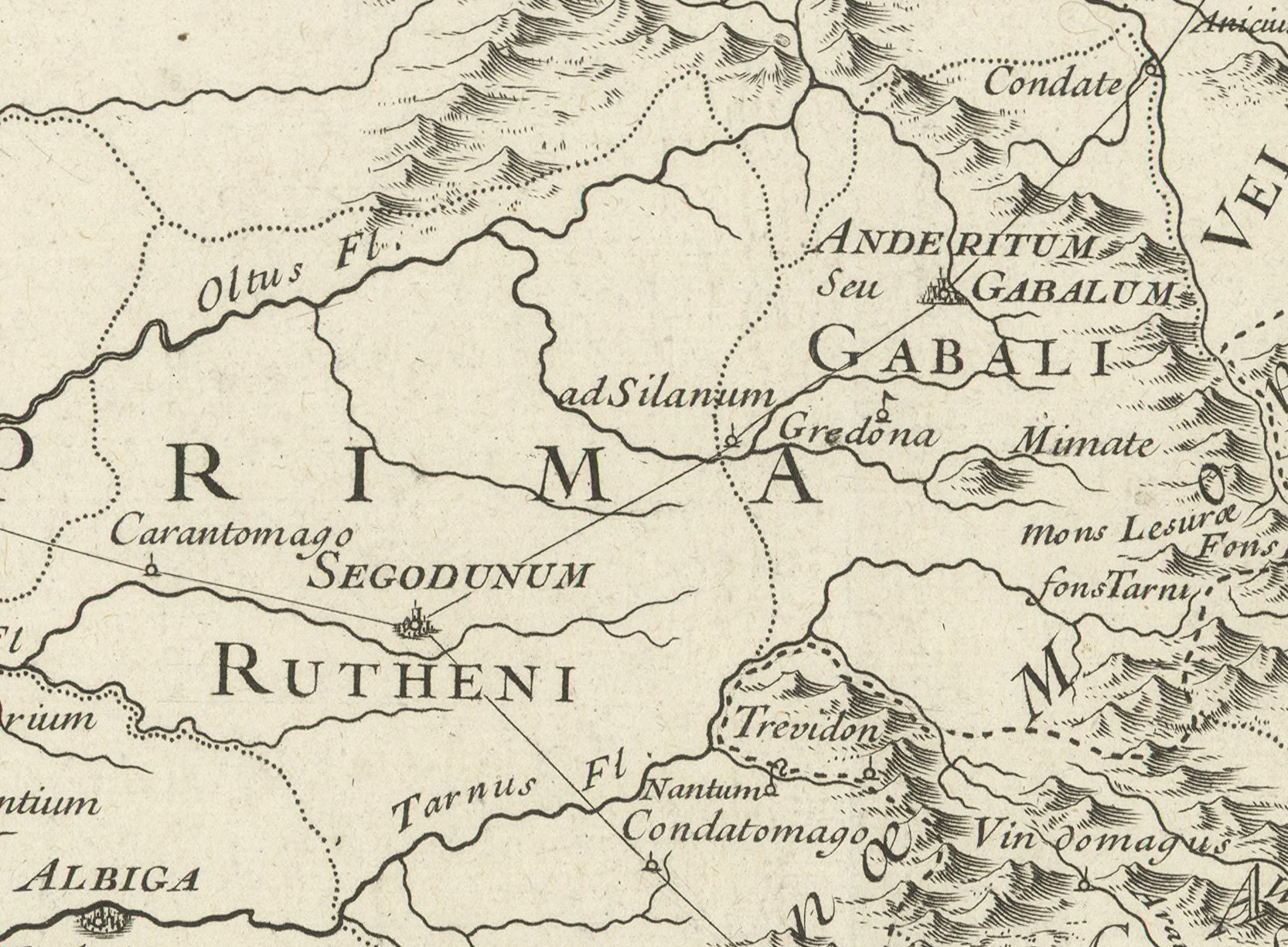
Sur cette carte on trouve Anderitum (Javols), Mimate (Mende) et Gredone (Grèzes).

À Grèzes, alors nommé Gredonense castrum, une forteresse est venue remplacer l'oppidum gaulois. En dessous de celle-ci (à l'emplacement actuel du village), le village de Gredone se construit durant une période de calme.

### Moyen Âge
Le castrum reste une place forte après la disparition de l'empire romain. Le château aurait été agrandi au fil des ans, et il semble qu'il ne faisait déjà qu'un avec le village à l'époque de saint Privat.
En 732, les Sarrasins ravagèrent le pays et en 767, Pépin le Bref, qui venait de détruire le royaume aquitain de Toulouse, annexa le Gévaudan à ses terres. Cette comté passa à son fils Charles, le futur Charlemagne.
Charlemagne réorganise le pays en pagus, ainsi naît le Pagus Gabalitanus autrement dit le « pays gabale ». Le pagus est divisé en huit vigeries. Grèzes devient l'un des sièges de ces vigeries, aux côtés de Banassac, Miliac, Valdonnez, Chassezac, Vallée du Tarn, Dèze et Vallée française. Le domaine s'étend alors sur les deux vallées du Lot et de la Colagne.
Au IXe siècle, l'évêque Frézal vient fréquemment se ressourcer en la cité de Grèzes. Après sa mort, il sera d'ailleurs commémoré tous les 4 septembre. Le truc de Grèzes a longtemps porté le nom de « montagne Saint-Frézal ».
Sous la période des Capétiens Grèzes devient une vicomté et est donc placée sous l'égide des comtes du Gévaudan. Lorsque Douce de Gévaudan se marie en 1112, elle apporte à Raymond-Béranger le Gévaudan en dot. La vicomté de Grèzes (comté de Gévaudan) devient donc une possession des comtes de Barcelone puis du roi d'Aragon. Néanmoins, la comté sera perdue par la famille d'Aragon, au profit des comtes de Toulouse et du roi des Francs. Mais, peu à peu, en Gévaudan, les évêques de Mende prennent la souveraineté sur la province, notamment à la suite de la Bulle d'or royale obtenue par Aldebert III du Tournel. Cependant en 1266, l'évêque Odilon de Mercœur, abandonne à perpétuité la vicomté de Grèzes aux rois de France. Cela est confirmé après l'acte de paréage de 1307, Mende est aux évêques, Marvejols est au Roi.
Le château est le témoin de la guerre de Cent Ans, et le renforcement des fortifications n'empêche pas les Anglais de s'emparer de la cité. Et ce n'est qu'après les victoires des troupes de Bertrand Du Guesclin sur les terres de Peyre environnantes, mais également la libération d'Apcher et du Randon, que Grèzes retrouve sa liberté, bien que fortement affaiblie.

### Temps modernes
Ce sont ensuite les guerres de religion qui secouent la région. Grèzes est d'ailleurs l'un des nombreux villages pillés par Matthieu Merle, pourtant mandé par la veuve d'Astorg de Peyre pour venger son mari des catholiques. Lieu stratégique dans le pays, Grèzes est occupée sept années par les troupes du capitaine huguenot. La forteresse est alors détruite en 1576 afin d'y chasser la compagnie de Merle. Cela ne l'empêche pourtant pas de conquérir Mende la nuit de Noël 1579.
Vers 1632, le roi Louis XIII ordonne que l'on démantèle les châteaux de Luc, Grèzes et Châteauneuf-de-Randon. C'est juste après la destruction du château sur le truc, qu'a alors été bâti le château encore visible de nos jours.
L'épidémie de peste de 1720 à Marseille se répand à partir de 1721 en Gévaudan. Un paysan de Corréjac (La Canourgue) ayant rencontré un galérien fuyant la cité phocéenne entra en contact avec le mal et contamina tant son village que celui de La Canourgue. À partir de ce moment-là, et malgré toutes les précautions prises, plusieurs foyers se déclarèrent en Gévaudan : Marvejols, Mende, Saint-Léger-de-Peyre, etc.
Grèzes fait partie des villages les plus touchés par l'épidémie. Selon le père l'Ouvreveul, la population de Grèzes avant la peste était de 322 personnes. Il a été dénombré 165 victimes sur le village même et alentour, soit 51,24 % de la population.

### Révolution française et Empire
À la veille de la Révolution française, la vicomté de Grèzes était la possession de messire Guillaume de Périer, vicomte de Grèzes, baron de Mirandol et de Montialoux, seigneur de Puylaurent et autres lieux.. fermier général de Sa Majesté, administrateur général des domaines du Roi, secrétaire général de la Marine de France (né en 1720 (Lozère), décédé en 1792 Hôtel particulier de la Vrilière à Paris).

## Politique et administration

### Découpage territorial
La commune de Grèzes est membre de la communauté de communes du Gévaudan, un établissement public de coopération intercommunale (EPCI) à fiscalité propre créé le 30 décembre 2003 dont le siège est à Marvejols. Ce dernier est par ailleurs membre d'autres groupements intercommunaux.
Sur le plan administratif, elle est rattachée à l'arrondissement de Mende, à la circonscription administrative de l'État de la Lozère et à la région Occitanie.
Sur le plan électoral, elle dépend du canton de Bourgs sur Colagne pour l'élection des conseillers départementaux, depuis le redécoupage cantonal de 2014 entré en vigueur en 2015, et de la circonscription de la Lozère  pour les élections législatives, depuis le dernier découpage électoral de 2010.

### Liste des maires
| Période                                  | Période  | Identité            | Étiquette | Qualité |
| ---------------------------------------- | -------- | ------------------- | --------- | --- |
| Les données manquantes sont à compléter. |          |                     |           | |
| 1846                                     | 1861     | Jean-Louis Giral    |           | |
| 1965                                     | 1995     | Bernard Pauc        | SE-FGDS   | Professeur de collège |
| 1995                                     | 2004     | Jean-Paul Thomas    | SE        | |
| 2004                                     | 2020     | Patricia Brémond    |           | Exploitante agricole, conseillère départementale, directrice d’office de tourisme, présidente du comité départemental du tourisme |
| 2020                                     | En cours | Yannick Charbonnier |           | Exploitant agricole |

## Population et société

### Démographie
Les habitants de la commune sont appelés les « Grézois ».
L'évolution du nombre d'habitants est connue à travers les recensements de la population effectués dans la commune depuis 1793. Pour les communes de moins de 10 000 habitants, une enquête de recensement portant sur toute la population est réalisée tous les cinq ans, les populations de référence des années intermédiaires étant quant à elles estimées par interpolation ou extrapolation. Pour la commune, le premier recensement exhaustif entrant dans le cadre du nouveau dispositif a été réalisé en 2007.

En 2022, la commune comptait 209 habitants, en évolution de −2,34 % par rapport à 2016 (Lozère : +0,11 %, France hors Mayotte : +2,11 %).
| 1793 | 1800 | 1806 | 1821 | 1831 | 1836 | 1841 | 1846 | 1851 |
| ---- | ---- | ---- | ---- | ---- | ---- | ---- | ---- | ---- |
| 390  | 408  | 592  | 439  | 458  | 495  | 498  | 513  | 443  |

| 1856 | 1861 | 1866 | 1872 | 1876 | 1881 | 1886 | 1891 | 1896 |
| ---- | ---- | ---- | ---- | ---- | ---- | ---- | ---- | ---- |
| 451  | 459  | 452  | 462  | 445  | 440  | 436  | 391  | 417  |

| 1901 | 1906 | 1911 | 1921 | 1926 | 1931 | 1936 | 1946 | 1954 |
| ---- | ---- | ---- | ---- | ---- | ---- | ---- | ---- | ---- |
| 405  | 434  | 421  | 334  | 285  | 270  | 301  | 290  | 192  |

| 1962 | 1968 | 1975 | 1982 | 1990 | 1999 | 2006 | 2007 | 2012 |
| ---- | ---- | ---- | ---- | ---- | ---- | ---- | ---- | ---- |
| 444  | 170  | 193  | 183  | 235  | 245  | 235  | 233  | 190  |

| 2017 | 2022 | - | - | - | - | - | - | - |
| ---- | ---- | - | - | - | - | - | - | - |
| 224  | 209  | - | - | - | - | - | - | - |

Après le long déclin démographique inhérent à l’exode rural du XXe siècle, la population s’agrandit puis se stabilise à l’issue des Trente Glorieuses. Après une petite baisse du nombre d’habitants au début des années 2000, la population croît et se rajeunit, l’exode semble s’inverser avec l’arrivée progressive des habitants néoruraux qui permet au village de retrouver un petit élan démographique au cours des années 2010. Territoire rural par excellence, Grèzes jouit aujourd’hui d’une grande diversité de profils socio-économiques différents qui font le terreau d’un tissu social fort et d’initiatives locales solidaires.

### Manifestations culturelles et festivités
La commune possède une petite salle polyvalente au rez-de-chaussée de l’ancien presbytère, elle accueille régulièrement de nombreux événements privés et festivités collectives. Plusieurs manifestations ont lieu au cours de l’année sur le territoire communal, de manière ponctuelle ou récurrente comme le cinéma drive en plein air, la nuit des étoiles, le carnaval des enfants, la fêtes de la musique, le festival de la grange, les sorties nature, sans compter les traditionnelles fête du pain et fête des voisins.

### Environnement
Depuis 2006, la commune de Grèzes est classée comme site Natura 2000. Inscrite à l’inventaire national du patrimoine naturel, elle abrite une très grande biodiversité en ce qui concerne la faune (mammifères, rapaces, oiseaux, batraciens, etc) et la flore (pelouses calcaires, orchidées, résineux, haies arboricoles, fruitiers sauvages, etc). La présence d'une mosaïque de milieux bocagers, associant des prairies naturelles, des parcelles cultivées, des vergers, des pâturages, des ripisylves, des haies, des boisements et des cavités dans les falaises constitue un biotope favorable pour de nombreuses espèces de chauve-souris de la Directive Habitats. Les grottes en particulier abritent des rassemblements hivernaux très importants

### Associations
La commune jouit d’un important maillage associatif (une association pour 20 habitants) et d’un éclectisme culturel et social important (foyer rural, fête des voisins, festivals musicaux, projets collectifs, rencontres des ainés, initiatives citoyennes, maison d’édition, marche sportive, chorale, etc).

### Sports
La commune possède un petit terrain de football/handball situé au jardin du curé près de l’église, ainsi que d’un terrain de pétanque et d’un terrain de basketball cimenté situés en bas du versant est du truc de Grèzes.
De nombreux chemins de petite randonnée (PR à balisage jaune) et grande randonnée (GR à balisage blanc et rouge) traversent les hameaux de la commune. C’est notamment le cas du célèbre Chemin Urbain V qui traverse les hameaux de Clujans, du Bourg-centre et de Boudoux.
Quelques caches de géocaching sont dissimulées dans et aux alentours de Grèzes.
Le territoire de la commune est aussi traversé par de nombreux chemins communaux et bocagers (entourés de haies pérennes) non balisés mais propices aux petites balades (marche, VTT, cheval) en milieu naturel, à la cueillette de fruits et plantes sauvages (règlementé) et à l’observation d’animaux (rapaces, renards, chevreuils, écureuils, etc).

## Économie

### Revenus
En 2018, la commune compte 81 ménages fiscaux, regroupant 186 personnes. La médiane du revenu disponible par unité de consommation est de 20 790 € (20 420 € dans le département).

### Emploi
|                | 2008  | 2013  | 2018  |
| -------------- | ----- | ----- | ----- |
| Commune        | 1,3 % | 3,3 % | 6,5 % |
| Département    | 5 %   | 6,4 % | 7,1 % |
| France entière | 8,3 % | 10 %  | 10 %  |

En 2018, la population âgée de 15 à 64 ans s'élève à 144 personnes, parmi lesquelles on compte 65,3 % d'actifs (58,9 % ayant un emploi et 6,5 % de chômeurs) et 34,7 % d'inactifs,. Depuis 2008, le taux de chômage communal (au sens du recensement) des 15-64 ans est inférieur à celui de la France et du département.
La commune fait partie de la couronne de l'aire d'attraction de Mende, du fait qu'au moins 15 % des actifs travaillent dans le pôle,. Elle compte 35 emplois en 2018, contre 35 en 2013 et 85 en 2008. Le nombre d'actifs ayant un emploi résidant dans la commune est de 86, soit un indicateur de concentration d'emploi de 40,6 % et un taux d'activité parmi les 15 ans ou plus de 49,5 %.
Sur ces 86 actifs de 15 ans ou plus ayant un emploi, 24 travaillent dans la commune, soit 28 % des habitants. Pour se rendre au travail, 83,1 % des habitants utilisent un véhicule personnel ou de fonction à quatre roues, 3,6 % s'y rendent en deux-roues, à vélo ou à pied et 13,3 % n'ont pas besoin de transport (travail au domicile).

### Activités
De nombreuses entreprises sont situées sur le territoire de la commune :
- artisans et indépendants : plâtrier, couvreur, sophrologue, accompagnateur de montagne, arboriculteur, maçon, maraîcher, accordeur de piano, élagueur, plombier, professeur, artiste, etc ;
- exploitations agricoles : quelques paysans en agriculture biologique et conventionnelle (bovins, caprins et ovins) ;
- hébergements : gîtes et chambres d’hôtes.

## Culture locale et patrimoine

### Lieux et monuments

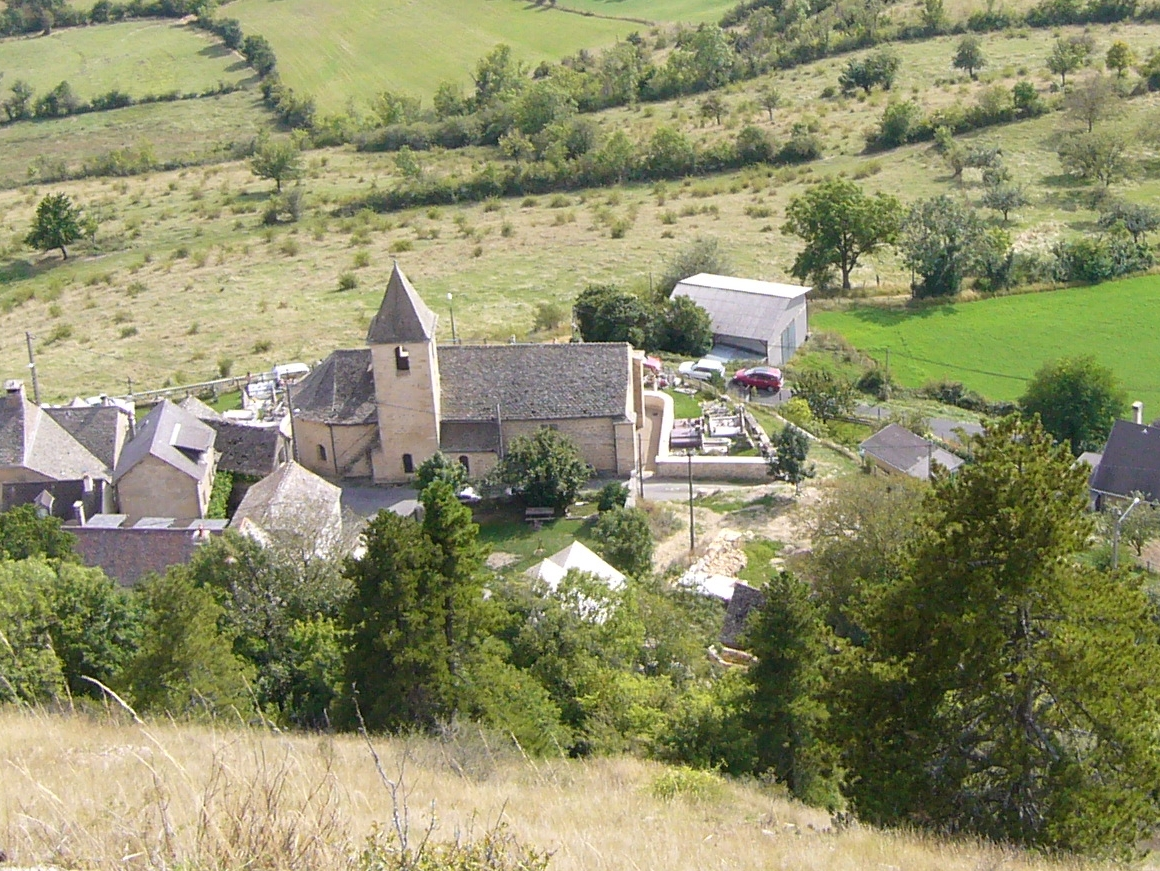
Église Saint-Frézal de Grèzes

#### Monuments historiques
L'église paroissiale Saint-Frézal est inscrite au titre des monuments historiques dans sa totalité depuis le 9 avril 2001. Les premières mentions de son existence remontent au XIIIe siècle. En 1424, elle est annexée à la collégiale de Marvejols. De nombreux objets sont référencés dans la base Palissy (voir les notices liées).
L'église est dédiée à saint Frézal.
Cette église contient de nombreux objets classés ou inscrits à l'inventaire des monuments historiques : une statuette, trois statues, un plat de quête, l'ensemble maître-autel, tabernacle et retable, un tableau, un calice, un reliquaire, une statue, un ostensoir et un pavillon de ciboire.

#### Autres lieux et monuments

##### Château bas
Le château en ruine visible au centre du Bourg, parfois appelé « château bas » n'a pas de lien avec la grande forteresse (castrum) du sommet du truc qui a fait la réputation de Grèzes. Il a été construit justement après la demande de destruction du castrum, sous les ordres de Richelieu, et date donc du XVIIe siècle. Il s'agit d'un bâtiment privé de quatre étages qui possédait plusieurs tours mais dont une seule subsiste aujourd’hui, les autres ont été détruites pendant les guerres de Religion du début du XVIIIe siècle. Ce bâtiment est en ruine depuis un incendie survenu en 1972.

##### Forteresse
La forteresse (castrum) qui a eu une grande importance pour les Gabales et les Gévaudanais au fil des siècles n’a pas résisté aux affres du temps. Au sommet du truc, on retrouve une partie des différentes périodes de fouilles archéologiques et les restes d'un puits, seuls vestiges encore visibles de la forteresse. Une autre zone de fouilles sur le site du « Moulin à Vent » a révélé des tombes datant du Néolithique et du Moyen Âge.

##### Sentier d’interprétation
Depuis l’est du bourg de Grèzes jusqu'au sommet du truc, un sentier d'interprétation a été mis en place dans le cadre de la charte Natura 2000. Il est jalonné de plusieurs panneaux informatifs et ludiques qui expliquent l'histoire naturelle de Grèzes à travers notamment sa topographie, ses paysages, son reboisement et sa faune sauvage.

##### Ferradous et four banal
Au centre du bourg, un four banal en parfait état de fonctionnement est utilisé et entretenu à l'occasion de festivités annuelles. Partie intégrante du petit patrimoine vernaculaire de la commune, de nombreux ferradous jalonnent les différents hameaux de la commune. Ils ne sont plus aujourd'hui en état de fonctionnement.

### Équipements culturels
À proximité de la mairie, un « micro-musée » sous forme d’exposition relate l'histoire de la commune. Il est situé dans une salle voûtée donnant sur l’extérieur.
L'espace socio-culturel « ESC du Moulin du Vent » a été érigé en 2012, au bénéfice de l'ensemble du bassin marvejolais.